# Philipp Albert
Philipp Albert (* 15. April 1990 in Mainz) ist ein deutscher Fußballspieler. Er spielt seit Sommer 2012 für den Steglitzer Verbandsligisten SFC Stern 1900.

## Karriere
2004 wechselte Albert vom TSV Bleidenstadt aus dem Taunussteiner Stadtteil Bleidenstadt zum SV Wehen Taunusstein, der sich 2007 in SV Wehen Wiesbaden umbenannte. Bis 2008 spielte er in den Jugendabteilungen, ab der Saison 2008/09 in der zweiten Mannschaft der Wehener. In der Saison 2008/09 stand er im Profikader und bestritt ein bisher einziges Profispiel bei der 1:5-Niederlage gegen den FC Ingolstadt 04. In diesem Spiel wurde er 7 Minuten vor Schluss für Sebastian Reinert eingewechselt. 2011 wechselte er in die Verbandsliga zum RSV Würges. Im Sommer 2012 ging er nach Berlin zum Verbandsligisten SFC Stern 1900. 2017 verließ er den Verein mit unbekanntem Ziel.